# One (Bee Gees-album)
A One című lemez a Bee Gees együttes harminckettedik nagylemeze.

## Az album dalai
1. Ordinary Lives (Barry, Robin és Maurice Gibb) – 4:01
2. One (Barry, Robin és Maurice Gibb) – 4:55
3. Bodyguard (Barry, Robin és Maurice Gibb) – 5:21
4. It's My Neighborhood (Barry, Robin és Maurice Gibb) – 4:17
5. Tears (Barry, Robin és Maurice Gibb) – 5:16
6. Tokyo Nights (Barry, Robin és Maurice Gibb) – 3:56
7. Flesh and Blood (Barry, Robin és Maurice Gibb) – 4:44
8. Wish You Were Here (Barry, Robin és Maurice Gibb) – 4:44
9. House of Shame (Barry, Robin és Maurice Gibb) – 4:51
10. Will You Ever Let Me (Barry, Robin és Maurice Gibb) – 5:58
11. Wing and a Prayer (Barry, Robin és Maurice Gibb) – 4:10

A 11. szám az amerikai és a kanadai kiadáson nem szerepel

## A számok rögzítési ideje
- 1988. január: Tokio Night' (Robin és Maurice Gibb) Panther House, Miami Beach
- 1988. április-május: Ordinary Lives, Wing and a Prayer, Wish You Were Here Panther House, Miami Beach
- 1988. november-december: One, Flesh and Blood, Bodyguard Mayfair Stúdió, London
- 1989. február-március: It's My Neighborhood, Tears, Tokyo Nights, House of Shame, Will You Ever Let Me  Mayfair Stúdió, London

Az 1988. januárban felvett Tokyo Nights számot az együttes átdolgozta 1989. novemberben, és ez a változat került a lemezre.

## Közreműködők
- Barry Gibb – ének, gitár
- Robin Gibb – ének
- Maurice Gibb – ének, billentyűs hangszerek, gitár,
- Peter John Vettese – billentyűs hangszerek, szintetizátor
- Tim Cansfield – gitár
- Alan Kendall – gitár
- Nathan East – basszusgitár
- Steve Ferrone – dob
- Scott Glasel – programozás

## A nagylemez megjelenése országonként
- Argentína WEA 80144 1989
- Ausztrália WB 7599 25887-1 1989
- Belgium  WB 7599 25887-1 1989
- Brazília WB 6708119 1989
- Egyesült Államok WB WX 2-25887 1989
- Egyesült Királyság WX 252 1989
- Franciaország WB 7599 25887-1 1989
- Hollandia  WB 7599 25887-1 1989
- Japán Warner 22P2-2653 CD 1989
- Jugoszlávia JUGOTON LP-7-1 2022892 1989
- Koreai Köztársaság Oasis Records 4-25887 1989
- Németország WB 7599 25887-1 1989
- Olaszország WB 7599 25887-1 1989
- Svájc WB 7599 25887-1 1989

## Az album dalaiból megjelent kislemezek, EP-k
- Bodyguard / Will You Ever Let Me Cass Egyesült Államok WB 7-1999-7 1990
- Ordinary Lives / Wing and a Prayer Egyesült Királyság WB W 7523 1989, Németország WB 927 523-7 1989, Portugália WB 927 523-7 1989, Svájc WB 927 523-7 1989
- Ordinary Lives / Wing and a Prayer / Ordinary Lives Egyesült Királyság WB W 7523T 1989, WB W 7523 CD 1989, Japán WB WPOP6275 1989,  Németország WB 759-921 175-0 1989, WB 759-921-175-2 1989, Svájc WB 759-921-175-2 1989
- One / Flesh and Blood Egyesült Királyság WB W2916 1989, Németország WB 922 916-7 1989, Svájc WB 922 916-7 1989
- One /Flesh and Blood / One WB W2916T 1989, Japán Warner 09P3-6183 1989
- One / Wing and a Prayer Egyesült Államok WEA 922 899-7 1989, Kanada WEA 922 899-7 1989
- One Mexikó WB PRO 370 promo 1989
- One / One Spanyolország WB 1086 promo 1989
- Tokyo Nights / Will You Ever Let Me Ausztrália WB 922 782-7 1989, Németország WB 922 782-7 1989
- Tokyo Nights / Will You Ever Let Me / That's My Neighbourhood  Németország WB 921 345-0 1989, WB 921 345-2 1989, Svájc WB 921 345-0 1989

## Eladott példányok
A One című lemezből a világ országaiban 1,1 millió példány (ebből Amerikában 250 ezer, az Németországban 300 ezer) került értékesítésre.

## Number One helyezés a világban
- One: Brazília